# Südermarsch
Südermarsch település Németországban, Schleswig-Holstein tartományban. Lakosainak száma 134 fő (2023. december 31.). Südermarsch Husum és Simonsberg községekkel határos.

## Népesség
A település népességének változása:
| Lakosok száma | 132  | 144  | 141  | 137  | 137  | 134  |
|               | 1975 | 2017 | 2019 | 2021 | 2022 | 2023 |